# Gauliga Osthannover 1944/45
De Gauliga Osthannover 1944/45 was het tweede en laatste seizoen van de Gauliga Osthannover. De Gauliga werd voor dit seizoen in twee groepen verdeeld, echter wegens het nakende einde van de Tweede Wereldoorlog werd de competitie reeds in oktober 1944 stopgezet. 
Na de oorlog verdween de Gauliga. 

## Stand

### Groep Noord
| Plaats | Club                        | Wed. | W | G | V | Saldo | Ptn.  |
| ------ | --------------------------- | ---- | - | - | - | ----- | ----- |
| 1.     | Cuxhavener SV               | 2    | 2 | 0 | 0 | 04:01 | 04:00 |
| 2.     | LSV Stade                   | 2    | 1 | 0 | 1 | 06:02 | 02:02 |
| 3.     | Marineschule Wesermünde     | 2    | 1 | 0 | 1 | 08:10 | 02:02 |
| 4.     | SC Sparta Bremerhaven       | 2    | 1 | 0 | 1 | 01:04 | 02:02 |
| 5.     | KSG Bremerhaven 93/Leher TS | 1    | 0 | 0 | 1 | 00:00 | 00:02 |
| 6.     | Geestemünder SC             | 1    | 0 | 0 | 1 | 04:06 | 00:02 |

### Groep Zuid
| Plaats | Club                        | Wed.           | Ptn.           |
| ------ | --------------------------- | -------------- | -------------- |
| 1.     | RSG Lehrte                  | 2              | 03:01          |
| 2.     | WSG Verden                  | 2              | 02:02          |
| 3.     | Eintracht Lüneburg          | 1              | 01:01          |
| 4.     | Wehrmacht-Sportverein Celle | 0              | 00:00          |
| 5.     | WKG VW Stadt des KdF-Wagens | 0              | 00:00          |
| 6.     | MSV Lüneburg                | 1              | 00:02          |
| 7.     | LSV Raubkammer              | Teruggetrokken | Teruggetrokken |